# Point premier de l'ordre du jour
Pour plus de détails, voir Fiche technique et Distribution.
Tochka parva (Точка първа, Tochka parva) est un film bulgare réalisé par Boyan Danovski, sorti en 1956.

## Synopsis
Une petit fille, Veseto, quitte la maison familiale sans se faire remarquer, attirée par des voix d'enfants. Elle part à l'aventure dans la ville. Tout le voisinage s'inquiète de sa disparition et part à sa recherche. Elle retrouve sa mère et tout le visionnage s'accorde sur le fait de garantir aux enfants et aux générations futures l'amour et la paix.

## Fiche technique
- Titre : Point premier de l'ordre du jour
- Titre original : Точка първа (Tochka parva)
- Réalisation : Boyan Danovski
- Scénario : Valeri Petrov
- Musique : Peter Stupel
- Photographie : Vasil Holiolchev
- Montage : Borislav Penev
- Société de production : Boyana Film
- Pays :  Bulgarie
- Genre : Drame
- Durée : 77 minutes
- Dates de sortie : 
  -  Bulgarie : 26 novembre 1956

## Distribution
- Rumyana Chokoyska : Veska
- Zheni Bozhinova : la mère de Veska
- Ruzha Delcheva : le président
- Konstantin Kisimov : Barmaley
- Asen Ruskov : le maestro
- Veselin Boyadzhiev : Uragan
- Hristo Hranov : Shishko
- Dimo Bakalov : Kircho
- Stefan Dimitrov : Vladko
- Panayot Mihaylov : Vasich

## Distinctions
Le film a été présenté en sélection officielle en compétition au Festival de Cannes 1956.